# Der хунта цайтунг
Der Хунта Цайтунг — інформаційний часопис, газета, оформлена в гумористичному стилі, яку випускають волонтери для бійців АТО та небайдужих до подій в Україні громадян. Газету видає Управління військово-патріотичної роботи та сприяння територіальній обороні ТСОУ.

## Заснування
Газету засновано в кінці 2014 року.
На прес-конференції Товариства сприяння обороні України (екс-ДТСААФ), проведеній з ініціативи Київського прес-клубу, що пройшла в стінах Національної спілки журналістів України, було відмічено, що серед справ ТСОУ є й такі:
Великими тиражами надруковано «захалявний» «Кобзар», кишеньковий варіант Біблії, кілька спеціальних військових довідників, плакати, спецвипуск бюлетеня ЦК «Вісник ТСО України», сатиричну газету «Дер Хунта цайтунг», топографічні карти зони АТО в масштабі 1:50. Усі ці видання користуються підвищеним попитом передовсім в зоні бойових дій. — УКРОП (Український оперативний прогноз), 02.04.2015.

## Журналістські матеріали
В газеті розміщується велика кількість інформаційних матеріалів, аналітики щодо перебігу бойових дій, пам'ятки для бійців і цивільних, що перебувають біля лінії фронту. Вміщаються також патріотичні вірші, передруки важливих інформаційних повідомлень тощо.
Серед дописувачів журналістського й аналітичного блоку видання — Юрій Макаров, Василь Рибніков, Костянтин Скоркін, Віталій Портніков, Олена Степова, Віталій Чепинога, Віктор Шевчук, Циля Зінгельшухер та ін.
Газету безкоштовно поширювали волонтери. Головну частину накладу волонтери поширюють серед бійців АТО, у тому числі серед бійців добровольчих батальйонів та ЗСУ.
В газеті подаються як суто журналістські матеріали, так і народний гумор. Значна кількість дописів і гасел оформлена на українсько-німецькому суржику, відомому з радянських фільмів про події 2СВ зі сценами спілкування німецьких окупантів з місцевим населенням.